# 小田清和
小田 清和（おだ きよかず）は、日本の弁護士。広島弁護士会会長や、中国地方弁護士会連合会理事長、日本弁護士連合会副会長等を務めた。

## 人物・経歴
1975年呉高等学校卒業。1980年明治大学法学部卒業。1983年弁護士登録。1997年広島弁護士会副会長。2012年から広島弁護士会会長を務め、朝鮮学校を高校授業料無償化・就学支援金支給制度の対象から排除しないことを求める会長声明を出すなどした。2013年中国地方弁護士会連合会理事長。2018年日本弁護士連合会副会長。